# Fusigobius
Genre
Fusigobius est un genre de poissons marins de la famille des Gobiidae (les « gobies » ; ordre des Gobiiformes).

## Liste des espèces
Selon World Register of Marine Species (10 mars 2024) :
- Fusigobius aureus Chen & Shao, 1997[2]
- Fusigobius duospilus Hoese & Reader, 1985
- Fusigobius gracilis (Randall, 2001)
- Fusigobius humeralis (Randall, 2001)
- Fusigobius inframaculatus (Randall, 1994)
- Fusigobius longispinus Goren, 1978[3]
- Fusigobius maximus (Randall, 2001)
- Fusigobius melacron (Randall, 2001)
- Fusigobius neophytus (Günther, 1877)
- Fusigobius pallidus (Randall, 2001)
- Fusigobius signipinnis Hoese & Obika, 1988

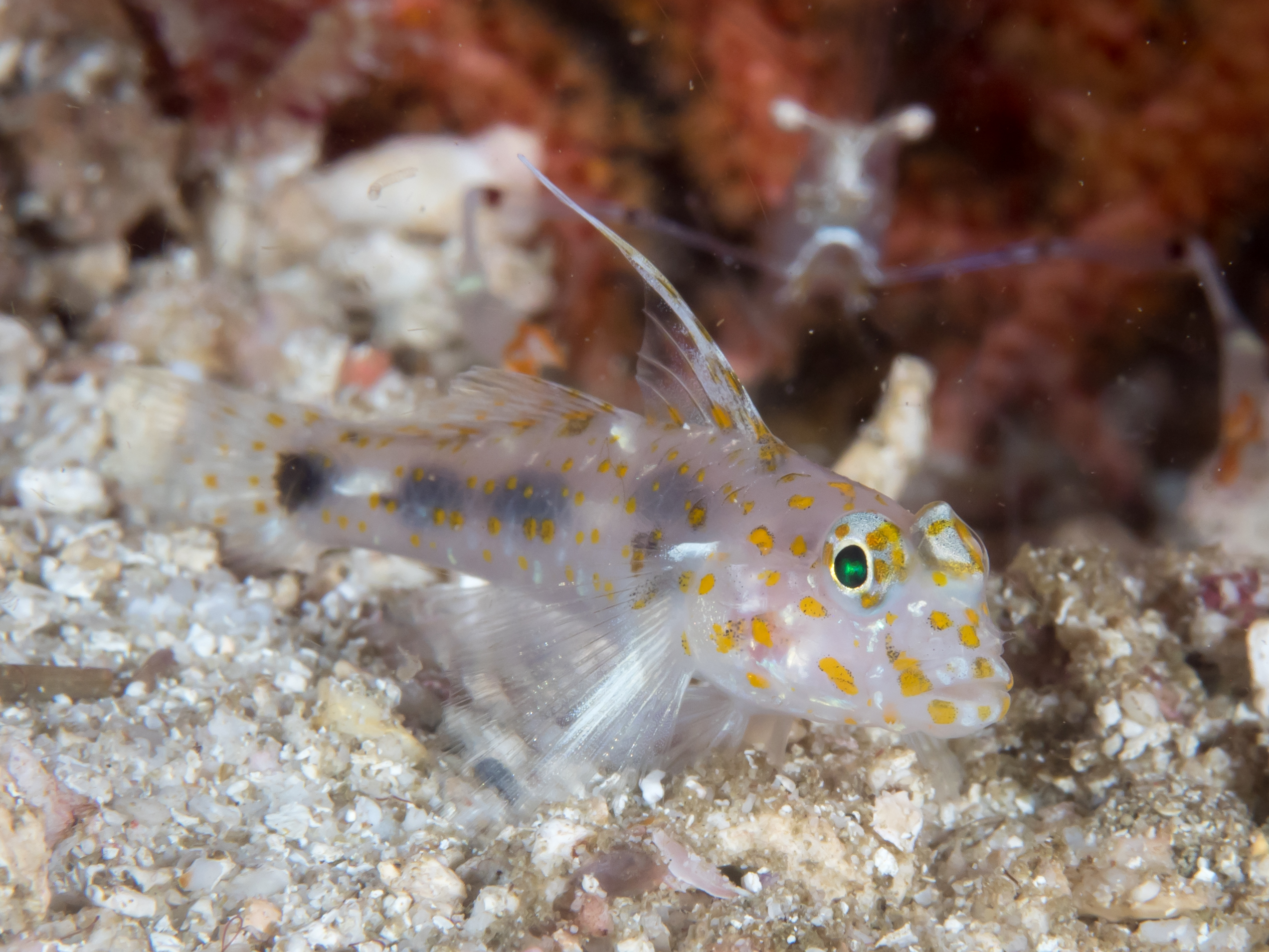
Fusigobius inframaculatus
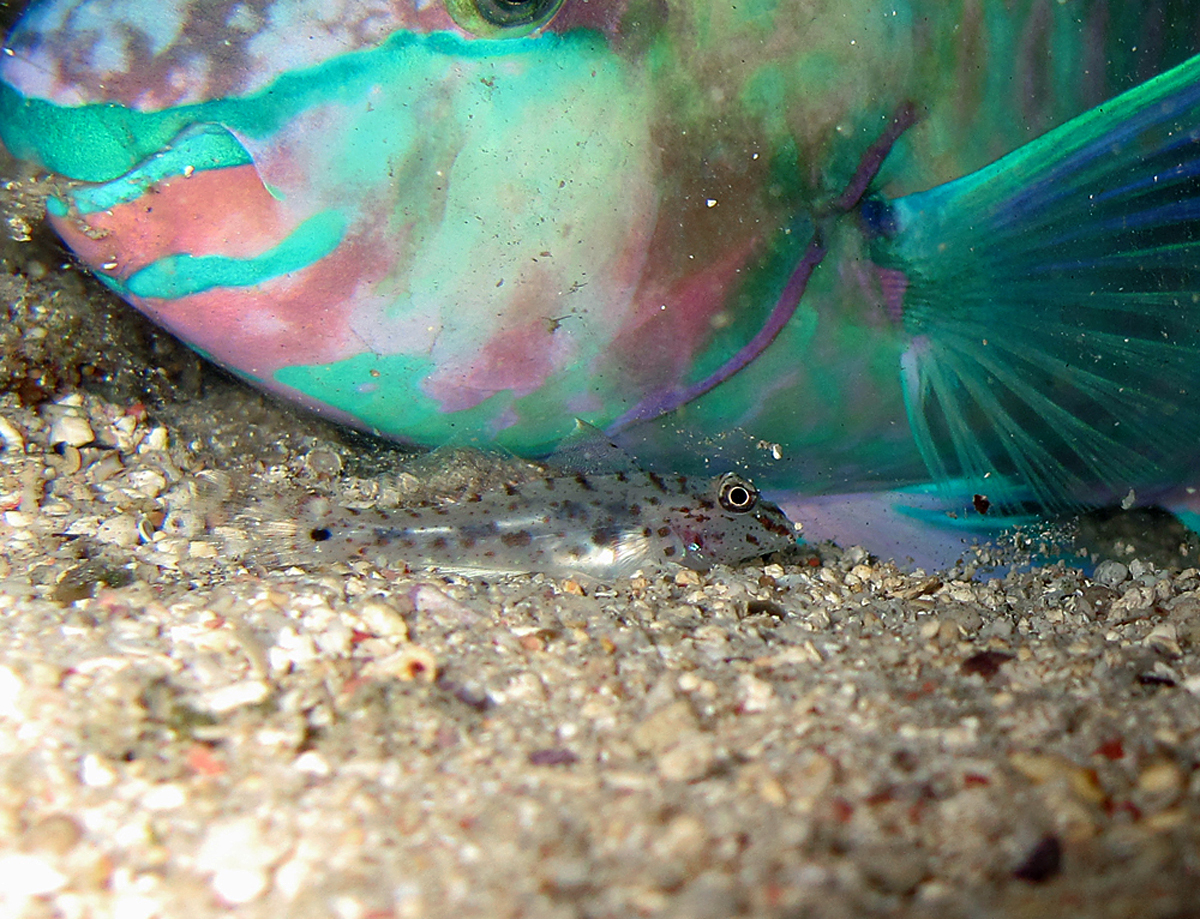
Fusigobius maximus (de nuit, dans un cocon de Scarus psittacus).
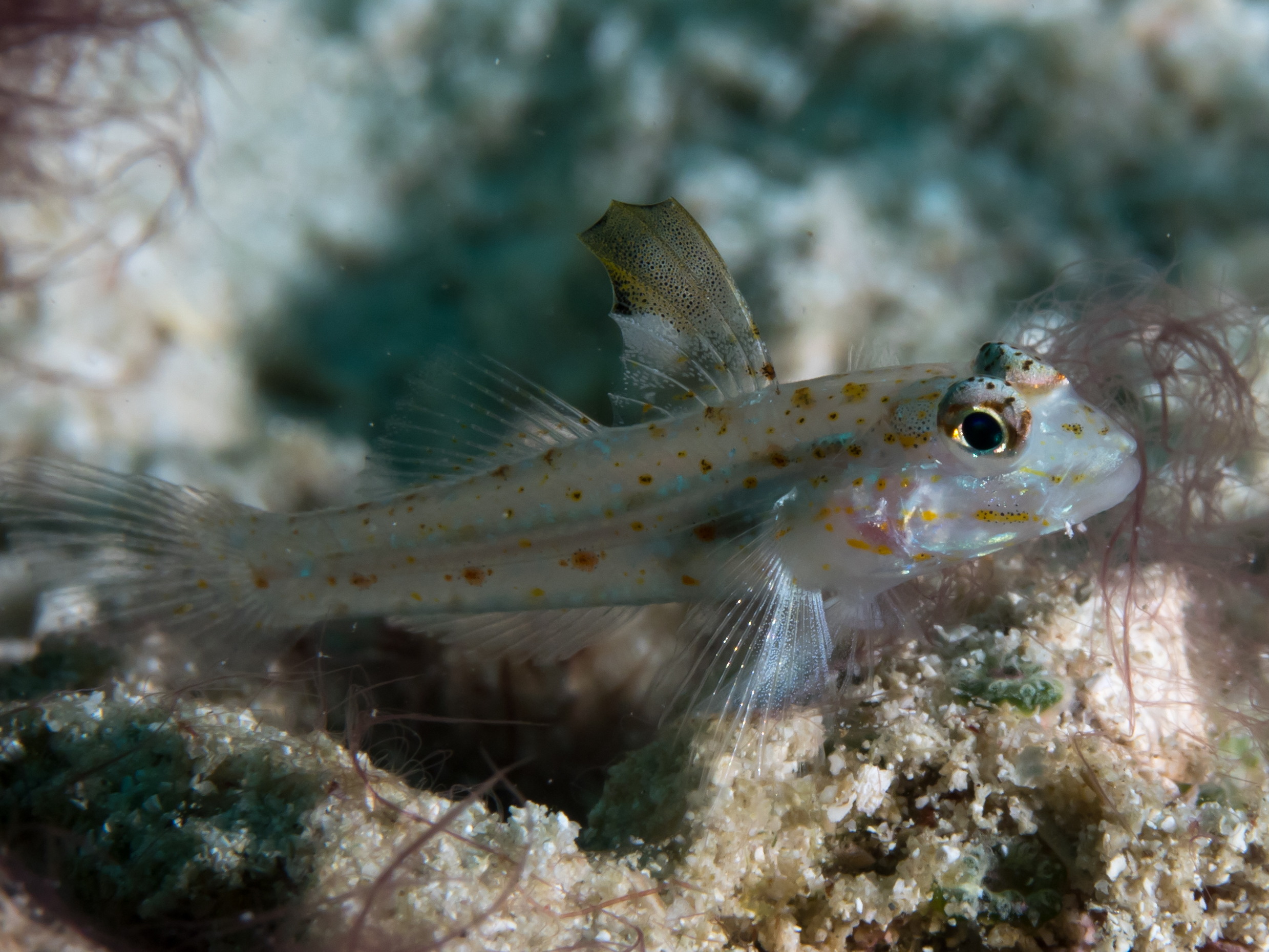
Fusigobius melacron
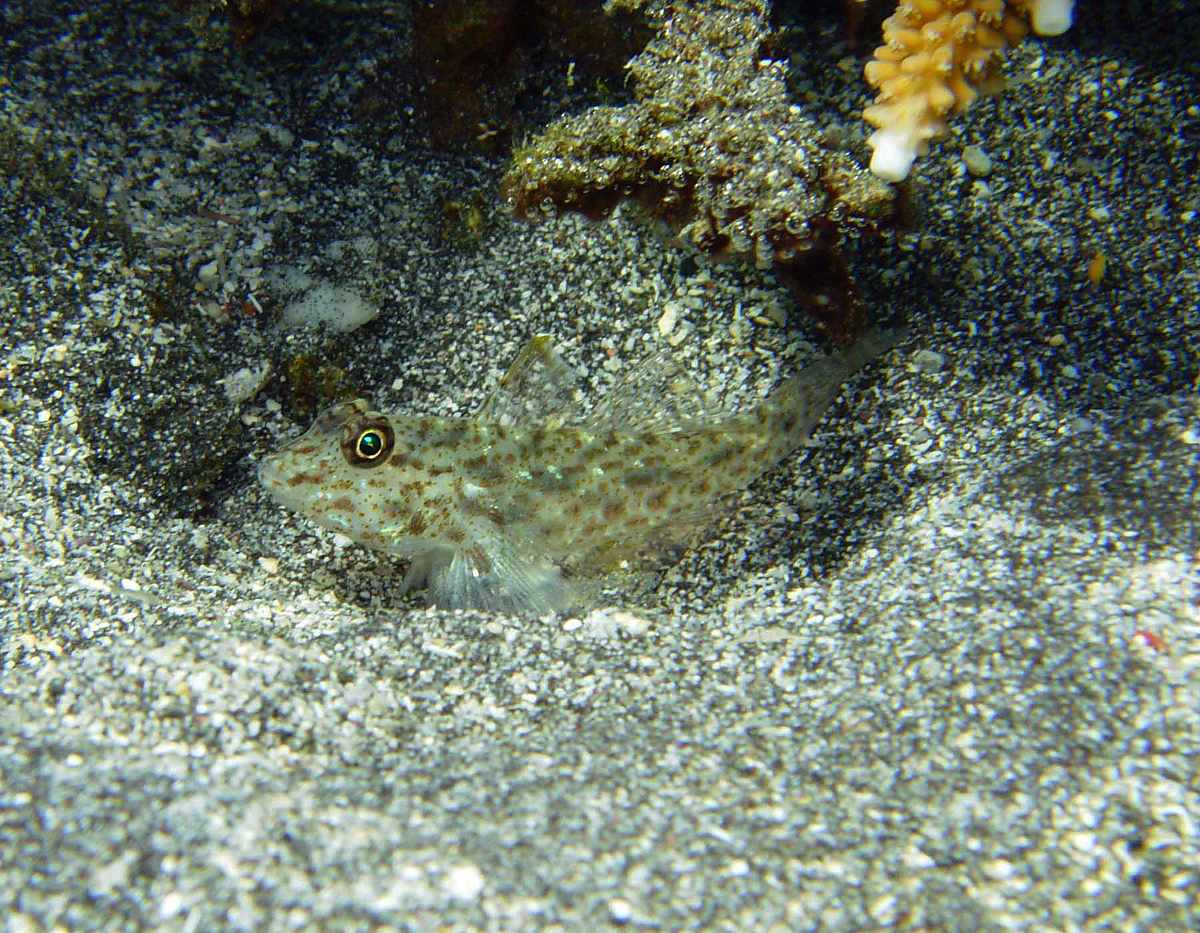
Fusigobius neophytus
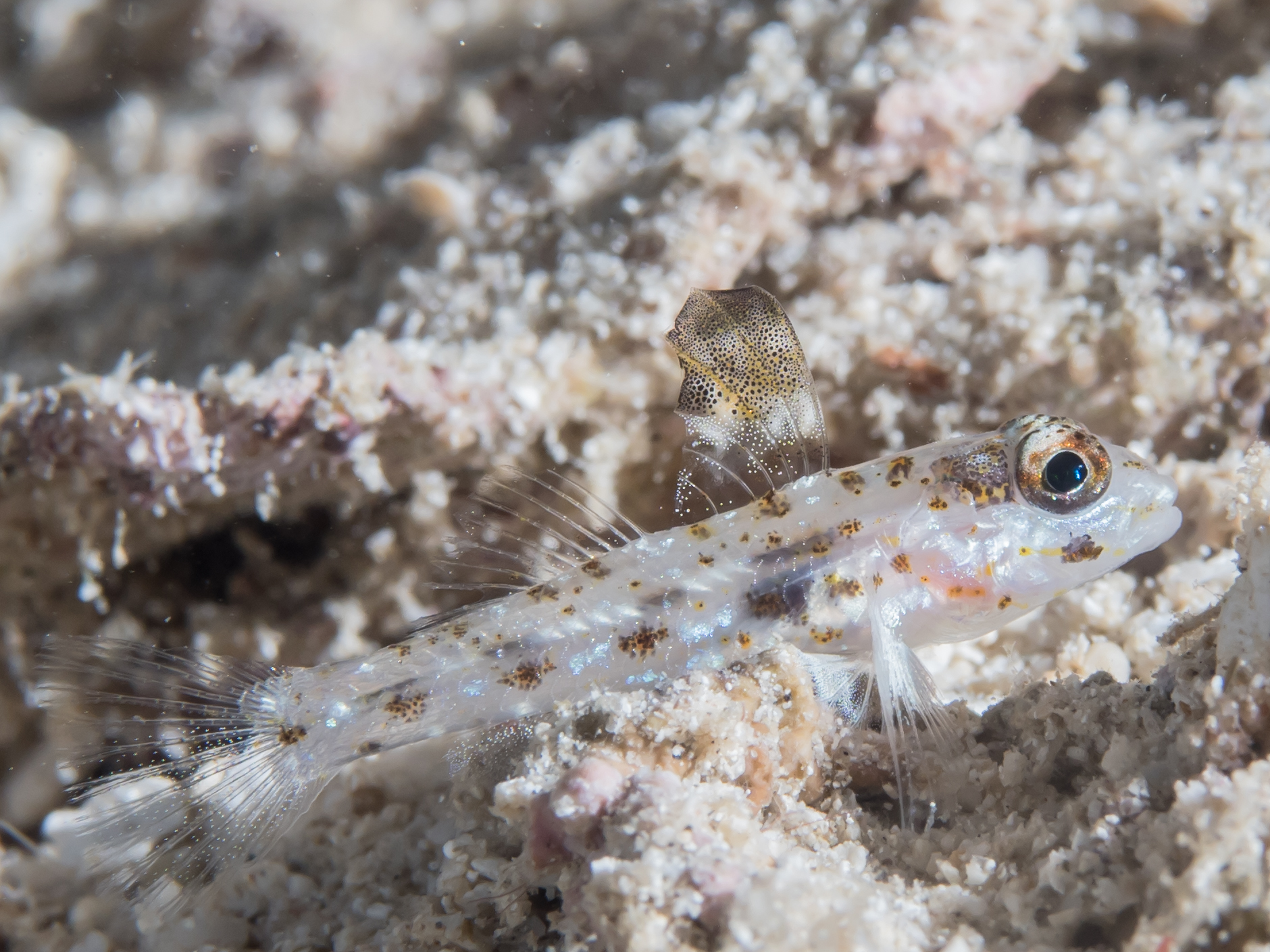
Fusigobius signipinnis

## Classification
Le nom valide complet (avec auteur) de ce taxon est Fusigobius Whitley, 1930,. Son espèce type est Gobius neophytus Günther, 1877, rebaptisée Fusigobius neophytus (Günther, 1877).
Fusigobius a pour synonyme :
- Thalassogobius Herre, 1953

## Publication originale
- (en) Gilbert P. Whitley, « Additions to the check-list of the fishes of New South Wales (No. 3) », Australian Zoologist, Sydney, Royal Zoological Society of New South Wales (d), vol. 6, no 2,‎ 14 janvier 1930, p. 117-123 (ISSN 0067-2238 et 2204-2105, OCLC 1782007, lire en ligne).